# San Millán de la Cogolla
San Millán de la Cogolla (spanskt uttal: [sam miˈʎan de la koˈɣoʎa]) är en ort och kommun i den autonoma regionen La Rioja i norra Spanien. Orten ligger cirka 38 kilometer sydväst om Logroño. Kommunen har 215 invånare (2024), på en yta av 31,19 km².
Namnet kommer från ett helgon från 500-talet, sankt Millán (spanska: San Millán) som var bosatt i orten, och från de omgivande bergens form (ordet cogolla betyder "munkkåpa"). Byn är känd för sina tvillingkloster, Yuso och Suso, som fick världsarvsstatus 1997. Befolkningen har minskat betydligt under 1900-talet, vid folkräkningen 1950 levde 795 invånare i kommunen. I området talas spanska men en del lokala ortnamn är av baskiskt ursprung, och det finns belägg för att baskiska talades i San Millán de la Cogolla för ett tusental år sedan.
Judar levde i San Millán de la Cogolla så tidigt som i Nájera, och de led svårt under inbördeskriget mellan Peter I och Henrik II. Den 15 oktober 1369 beordrade Henrik II, efter anmodan av ledningen av den lilla aljaman i San Millán, då det förordades av "vissa judar som hade gått till domstol", att "kristna männen och kvinnorna och de moriska männen och kvinnorna" omedelbart skulle lösa sina skulder till judarna, "så att de sistnämnda kan betala sina skatter omgående." Den 10 september 1371, befriade dock kungen abboten och alla munkarna från alla eventuella skulder de hade med judarna sedan slaget vid Nájera.

## Klostrens historia

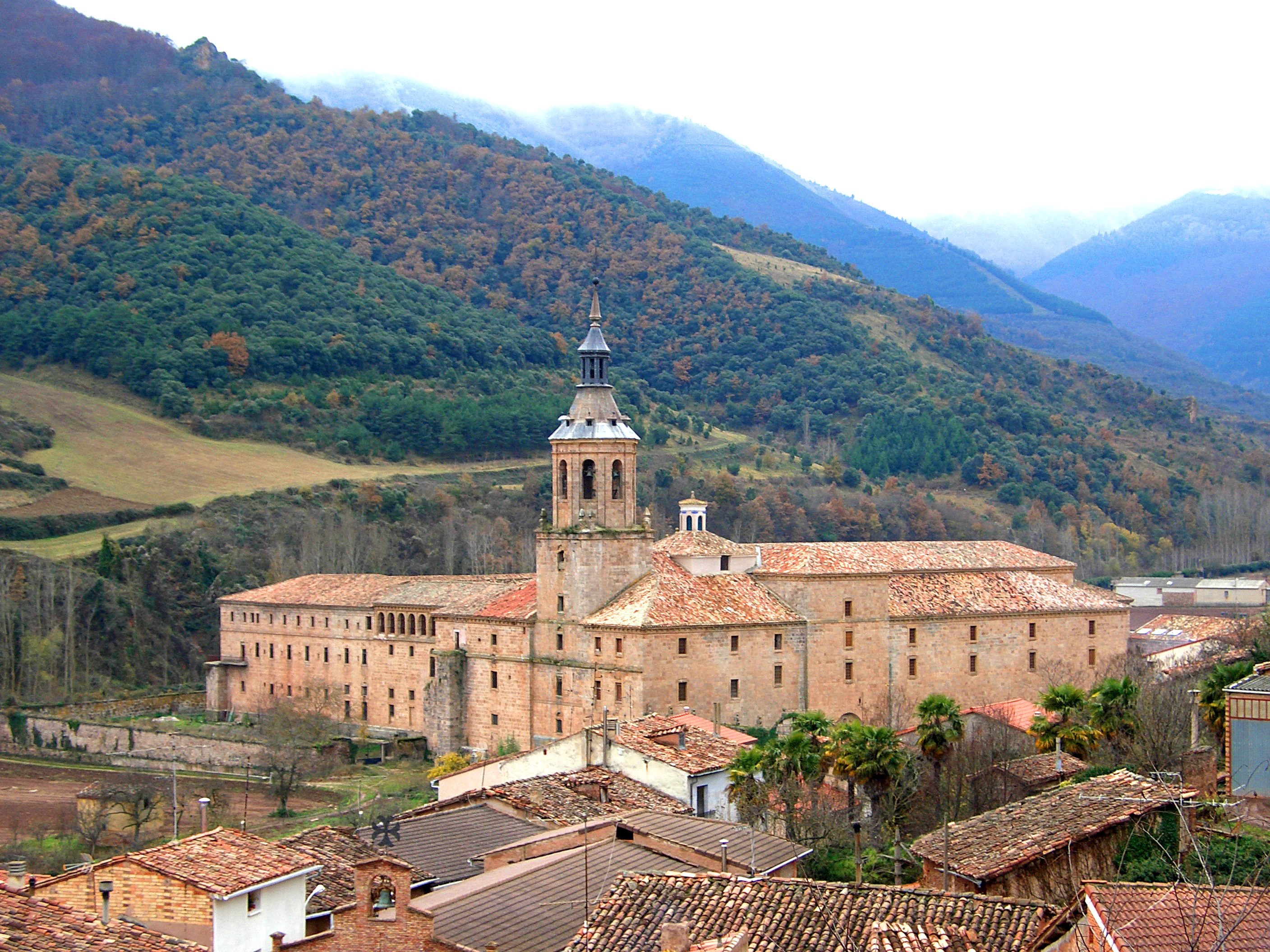
Yuso kloster.

Suso är det äldre av de två klostren, och ett skäl för sin berömmelse är att man säger sig vara platsen där de första fraserna på spanska och baskiska skrevs för första gången - den codex det handlar om bevarandes i klosterbiblioteket i Yuso innan den flyttades till sin nuvarande plats i Madrid. Fraserna på spanska och baskiska är glosor på en latinsk text och är kända som Glosas Emilianenses. Det diskuteras huruvida de spanska orden är skrivna i en tidig form av kastiliansk spanska eller i en närbesläktad dialekt. Oavsett detta, så stärks San Milláns betydelse som spanska språkets vagga genom närheten till byn Berceo som är associerad med Gonzalo de Berceo, den först kända spanska poeten.
Skriptoriet förblev aktivt under det islamska styret; och under århundradena klarade sig det religiösa samhället genom olika förändringar som påverkade klostren (exempelvis Svarte prinsens plundring). Klosterlivet har dock utvecklats, de första munkarna i Suso var eremiter, men Yuso utvecklades till ett benediktinerkloster som världsarvskommittén noterat, San Millán uppvisar förvandlingen från ett eremitiskt till ett munkkloster i materiella termer.
Suso-klostret har varit obebott sedan Mendizábals kyrkliga konfiskering. Yuso tillhör idag Augustinorden.
Delar av Yuso har gjorts om till ett hotell. Idag söker sig pilgrimer till San Millán på sin vandring längs Jakobsleden (även om det ligger lite vid sidan om den officiella delsträckan mellan Nájera och Burgos).